# Kuju (socken i Kina)
Kuju (kinesiska: 库局, 库局乡) är en socken i Kina. Den ligger i den autonoma regionen Tibet, i den sydvästra delen av landet, omkring 180 kilometer söder om regionhuvudstaden Lhasa. Antalet invånare är 412. Befolkningen består av 216 kvinnor och 196 män. Barn under 15 år utgör 27,0 %, vuxna 15-64 år 69 %, och äldre över 65 år 2,0 %.
Genomsnittlig årsnederbörd är 964 millimeter. Den regnigaste månaden är juli, med i genomsnitt 194 mm nederbörd, och den torraste är december, med 4 mm nederbörd.